# Abiatar
Abiatar (em hebraico: אביאתר - Meu pai é grande), filho de Aimeleque, foi o único sobrevivente da Chacina em Nobe, onde Doegue, criado de Saul, matou 85 sacerdotes. Foi um Sumo Sacerdote de Israel, exilado por Salomão por ter favorecido, depois da morte de David, as pretensões de Adonias ao trono de Israel. O sacerdote que o sucedeu foi Zadoque.